# Gran dodecicosidodecàedre xato
En geometria, el gran dodecicosidodecàedre xato és un políedre uniforme no convex, indexat com a U64. El seu diagrama de Coxeter és  i té un símbol de Schaefli s{(5/3,5/2,3)}. Té la característica inusual que les seves 24 cares pentagràmiques ocorren en 12 parells coplanars.